# Ypsilon Piscium
Ypsilon Piscium (υ Piscium, förkortat Ypsilon Psc, υ Psc), som är stjärnans Bayerbeteckning, är en dvärgstjärna belägen i norra delen av stjärnbilden Fiskarna. Den har en skenbar magnitud på 4,74 och är svagt synlig för blotta ögat där ljusföroreningar inte förekommer. Baserat på dynamiska parallaxmätningar beräknas den befinna sig på ett avstånd av ca 308 ljusår (ca 94,4 parsek) från solen.

## Egenskaper
Ypsilon Piscium är en blå stjärna i huvudserien av spektralklass A3V. Den har en beräknad yttemperatur på 9 140 K. Den har en högre yttemperatur än solen och en ca 4 gånger större radie. Stjärnans utstrålning av energi från dess yttre skikt är ca 14 gånger större än den hos solen.